# Хмарине
Хма́рине —  село в Україні, у Козельщинській селищній громаді Кременчуцького району Полтавської області. Населення становить 16 осіб. До 2020 орган місцевого самоврядування — Бреусівська сільська рада.
Після ліквідації Козельщинського району 19 липня 2020 року село увійшло до Кременчуцького району.

## Географія
Село Хмарине примикає до села Олександрівка Друга.

## Історія
12 червня 2020 року, відповідно до розпорядження Кабінету Міністрів України № 721-р «Про визначення адміністративних центрів та затвердження територій територіальних громад Полтавської області», село увійшло до складу Козельщинської селищної громади.
19 липня 2020 року, в результаті адміністративно - територіальної реформи та ліквідації Козельщинського району, село увійшло до складу новоутвореного Кременчуцького району.